# Guido Vincenzi
Guido Vincenzi (Quistello, Provincia de Mantua, Italia, 14 de julio de 1932 - Milán, Provincia de Milán, Italia, 14 de agosto de 1997) fue un futbolista y director técnico italiano. Se desempeñaba en la posición de defensa.

## Selección nacional
Fue internacional con la selección de fútbol de Italia en 3 ocasiones. Debutó el 11 de abril de 1954, en un encuentro amistoso ante la selección de Francia que finalizó con marcador de 3-1 a favor de los italianos.

### Participaciones en Copas del Mundo
| Mundial                        | Sede  | Resultado    |
| ------------------------------ | ----- | ------------ |
| Copa Mundial de Fútbol de 1954 | Suiza | Primera fase |

## Clubes

### Como futbolista
| Club            | País   | Año       |
| --------------- | ------ | --------- |
| A. C. Reggiana  | Italia | 1950-1953 |
| Inter de Milán  | Italia | 1953-1958 |
| U. C. Sampdoria | Italia | 1958-1969 |

### Como entrenador
| Club               | País   | Año       |
| ------------------ | ------ | --------- |
| U. C. Sampdoria    | Italia | 1973-1974 |
| Genoa C. F. C.     | Italia | 1974-1975 |
| Casale Calcio      | Italia | 1975-1979 |
| U. S. Cremonese    | Italia | 1979-1982 |
| Alma Juventus Fano | Italia | 1982-1983 |
| Casale Calcio      | Italia | 1984-1987 |

## Palmarés

### Campeonatos nacionales
| Título  | Club           | País   | Año     |
| ------- | -------------- | ------ | ------- |
| Serie A | Inter de Milán | Italia | 1953-54 |